# Бельбез-ан-Комменж
Бельбе́з-ан-Комме́нж (фр. Belbèze-en-Comminges, окс. Bèthvéder de Comenge) — коммуна во Франции, находится в регионе Юг — Пиренеи. Департамент — Верхняя Гаронна. Входит в состав кантона Сали-дю-Салат. Округ коммуны — Сен-Годенс.
Код INSEE коммуны — 31059.

## География

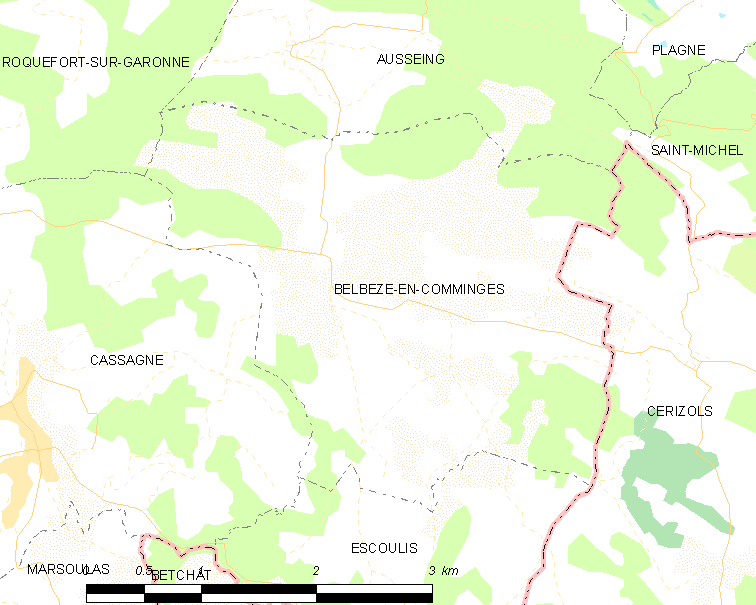
Карта коммуны

Коммуна расположена приблизительно в 650 км к югу от Парижа, в 65 км к юго-западу от Тулузы.

## Климат
Климат умеренно-океанический. Зима мягкая и снежная, весна характеризуется сильными дождями и грозами, лето сухое и жаркое, осень солнечная. Преобладают сильные юго-восточные и северо-западные ветры.

## Население
Население коммуны на 2010 год составляло 105 человек.
| 1962 | 1968 | 1975 | 1982 | 1990 | 1999 | 2010 |
| ---- | ---- | ---- | ---- | ---- | ---- | ---- |
| 188  | 139  | 125  | 130  | 108  | 116  | 105  |

## Экономика
В 2010 году среди 53 человек трудоспособного возраста (15—64 лет) 39 были экономически активными, 14 — неактивными (показатель активности — 73,6 %, в 1999 году было 75,8 %). Из 39 активных жителей работали 38 человек (18 мужчин и 20 женщин), безработным был 1 мужчина. Среди 14 неактивных 6 человек были учениками или студентами, 7 — пенсионерами, 1 был неактивным по другим причинам.

## Достопримечательности
- Церковь Св. Архангела Михаила
- Замок Бовуар (XVIII век). Исторический памятник с 1990 года[4]